# Ꚅ
Ꚅ, ꚅ (ligatura ЗЖ, w Unikodzie nazwana żwe) – litera rozszerzonej cyrylicy, wykorzystywana dawniej w języku abchaskim do oznaczania dźwięku [ʒʷ]. Litera ta została stworzona przez Piotra Uslara i pojawiła się w pierwszym alfabecie abchaskim, umieszczonym w monografii tegoż językoznawcy pt. „Абхазский язык” z 1862 r.
Odpowiada używanemu współcześnie dwuznakowi Жә.

## Przykład użycia
| Język    | Przykład       | Przykład        | Tłumaczenie |       |
| Język    | Pisownia dawna | Pisownia obecna | Tłumaczenie |       |
| -------- | -------------- | --------------- | ----------- | ----- |
| abchaski | ꚅҩан           | жәҩан           | niebo       | [ 2 ] |

## Kodowanie
| Znak                   | Ꚅ                            | Ꚅ                            | ꚅ                          | ꚅ                          |
| ---------------------- | ---------------------------- | ---------------------------- | -------------------------- | -------------------------- |
| Nazwa w Unikodzie      | cyrillic capital letter zhwe | cyrillic capital letter zhwe | cyrillic small letter zhwe | cyrillic small letter zhwe |
| Kodowanie              | dziesiątkowo                 | szesnastkowo                 | dziesiątkowo               | szesnastkowo               |
| Unicode                | 42628                        | U+A684                       | 42629                      | U+A685                     |
| UTF-8                  | 234 154 132                  | ea 9a 84                     | 234 154 133                | ea 9a 85                   |
| Odwołania znakowe SGML | &#42628;                     | &#xA684;                     | &#42629;                   | &#xA685;                   |